# Macabre (banda)
Macabre es una banda de metal extremo de Chicago, Illinois. Combinan thrash metal, death metal, y grindcore (a veces con canciones infantiles y melodías de folk) para crear su estilo propio al que denominan "murder metal". Las letras se centran en asesinos en serie y asesinos masivos con un toque de humor negro y gore. La mayoría de letras están basadas en historias y personas reales y su contenido suele ser históricamente riguroso. Algunos miembros de la banda han conocido a asesinos en serie condenados como John Wayne Gacy a nivel personal. También tienen un proyecto paralelo llamado Macabre Minstrels en el que tocan canciones de campamento acústicas. Su discográfica actual es Descomposed Records.

## Influencias
El estilo musical de Macabre fue fuertemente influenciado por bandas de hardcore, grindcore y death metal de Reino Unido y Estados Unidos, desde The Accüsed y Cryptic Slaughter hasta Possessed y Napalm Death. El enfermizo sentido del humor de Macabre apartó a los oyentes casuales de metal. Sin embargo, eso le ayudó a ganar un pequeño pero fuerte estatus de culto entre los fanes.

## Discografía
- Shitlist (1987)
- Grim Reality (1987)
- Shitlist (1988, 7")
- Gloom (1989)
- Nightstalker (1991, 7")
- Sinister Slaughter (1993)
- Behind the Wall of Sleep (1994, EP)
- Unabomber (1999, EP)
- Dahmer (2000)
- Capitalist Causalties / Macabre (2001, split con Capitalist Casualties)
- Macabre Minstrels: Morbid Campfire Songs (2002)
- Drill Bit Lobotomy (2002, 7")
- Murder Metal (2003)
- Macabre Electric & Acoustic Two CD Set (2004, 2-CD set que incluye los CD Murder Metal y Macabre Minstrels)
- True Tales of Slaughter and Slaying (2006, DVD)
- Grim Reality (2008) − reedición que contiene una versión remasterizada del álbum de los 80 y una versión remix de Neil Kernon
- Human monsters (2010, EP)
- Grim Scary Tales (2011)
- Slaughter Thy Poser (2012, EP)
- Carnival Of Killers (2020)

## Miembros
- Nefarious (Charles Lescewicz) - bajo, voz (1984–presente)
- Dennis the Menace (Dennis Ritchie) - batería (1984–presente)
- Corporate Death (Lance Lencioni) - guitarra, voz (1984–presente)